# イブン・バウワーブ

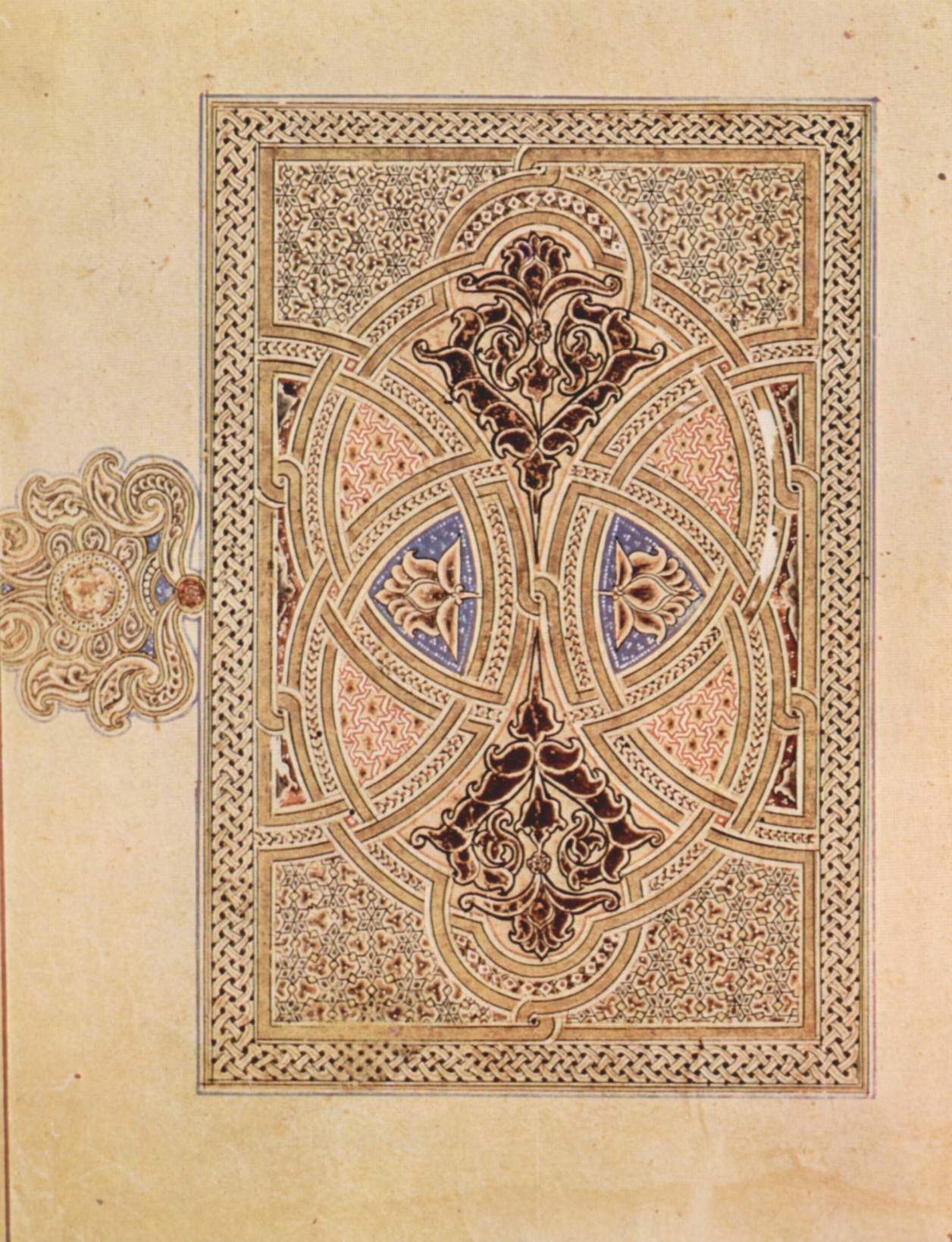
イブン・バウワーブによるクルアーンの装飾写本（チェスター・ビーティ図書館蔵）。ヒジュラ暦391年（西暦1000/1001年）制作於バグダード。装丁。

イブン・バウワーブ（アラビア語: ابن البواب, ラテン文字転写: Ibn al-Bawwāb）は、10世紀後半から11世紀前半にかけて、バグダードで装飾写本の制作に従事した筆耕者（カーティブ）、造本職人。中世イスラーム世界を代表する能筆家、三筆の一人にその名が挙げられる（残る二人は、イブン・ムクラとヤークート・ムスタアスィミー）。イブン・スィトリー（Ibn al-Sitrī）とも呼ばれる。

## 名前
「イブン・バウワーブ」あるいは「イブン・スィトリー」のクンヤで呼ばれることの多いこの人物の名前は、イスムがアリー・ブン・ヒラール・ブン・アブドゥルアズィーズといい、クンヤがアブル・ハサンという（アラビア語: أبو الحسن علي بن هلال بن عبد العزيز, ラテン文字転写: ʿAbū al-Ḥasan ʿAlī b. Hilāl b. ʿAbd al-ʿAzīz）。なお、ibn al-Bawwāb のカナ表記については、アラビア語の発音規則を反映させるか、定冠詞と後続の名詞の分かち書きをするか、定冠詞の表記を省略するかなどのスタイルの違いにより、イブン・アル＝バウワーブ、イブヌル・バウワーブ、イブヌ＝ル＝バウワーブ、イブン・バウワーブなどの表記ゆれがある。また、Ibn al-Sitrīにも、イブン・アッ＝スィトリー、イブヌッ・スィトリー/シトリー、イブヌ＝ッ＝スィトリー/シトリー、イブン・スィトリー/シトリーなどの表記ゆれがある。

## 人物像
「イブン・バウワーブ」は、父親の職業に由来する通り名（nomen professionis）と解されている。「バウワーブ」はアラビア語で「門番」を意味するため、「イブン・バウワーブ」は文字通りには「門番の息子」を意味し、そのため、イブン・バウワーブは貧しい家に生まれたものと推測されている。にもかかわらず高度な教育を受け、イスラーム法学に通じ、クルアーンの暗誦もできた。佐藤次高が指摘するところによると、中世イスラーム社会は生まれた身分が低く、たとえ奴隷であっても、本人に才能があれば活躍できる社会であった。

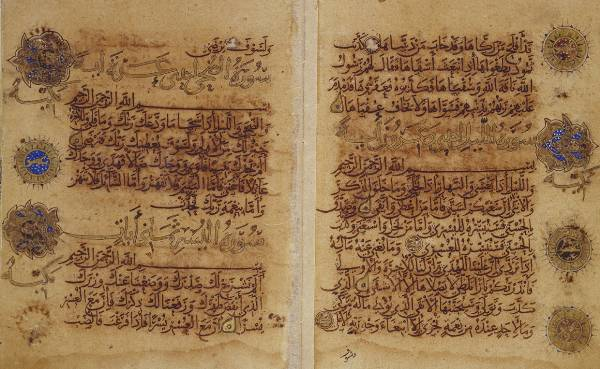
イブン・バウワーブによるクルアーンの装飾写本（チェスター・ビーティ図書館蔵）。ヒジュラ暦391年（西暦1000/1001年）制作於バグダード。右ページ上から三分の一のあたりから「夜章」が始まり、左ページから「朝章」が記載されている。

イブン・バウワーブは、イブン・ムクラの弟子の一人、ムハンマド・ブン・アサド（Muḥammad ibn Asad）に影響を受けて、カリグラフィーに興味を持った。そして、ムハンマド・ブン・サムサマーニー（Muḥammad ibn Samsamānī）の下で修行した。サムサマーニーもやはり、イブン・ムクラの弟子の一人である。イブン・バウワーブは、クルアーン写本を生涯で64セット作成した。そのうちの1セットが現存しており、装飾の施された1000ページ余りがダブリンのチェスター・ビーティ図書館において見ることができる。
イブン・バウワーブが後の世に及ぼした重要性は、アラビア書道の発展への寄与にあると考えられる。彼の書はイブン・ムクラの弟子たちの影響を受けている。彼はイブン・ムクラのアイデアに芸術的要素を吹き込むことで、「均整のとれた書法」( al-ḫaṭṭ al-manṣūb )を完成させた。イブン・バウワーブは、当時存在したあらゆる書法を扱ったが、その中でもとりわけ、ナスフ体とムハッカク体の書法が高く評価されている。彼の流派は、没後も13世紀まで続いた。